# Chris Martin (piłkarz)
Christopher Hugh Martin (ur. 4 listopada 1988 w Norwich Anglia) – piłkarz występujący na pozycji napastnika w Fulham F.C.